# Almost Live in Europe
Almost Live in Europe is een muziekalbum van Rick Wakeman.
Het album heeft als basis opnamen gemaakt tijdens de tournees van Wakeman en band (zonder gitaar). De opnamen bleken echter te slecht en dus ongeschikt voor uitgifte van een echt livealbum. Daartegenover staat dat wat er wel was en de muzikale sfeer van de opnamen wel goed waren. Wakeman en consorten hebben daarop de muziek in de Bajonor Studio voorzien van een nieuwe laag en waar nodig de gitaarstem toegevoegd, vandaar de titel Almost Live. 

## Musici
- Rick Wakeman – toetsinstrumenten
- David Paton – basgitaar, gitaar
- Tony Fernandez – slagwerk
- Ashley Holt - zang

## Tracklist
| Nr. | Titel                                                                                   | Duur  |
| --- | --------------------------------------------------------------------------------------- | ----- |
| 1.  | Elizabethan rock / Make me a woman                                                      | 10:01 |
| 2.  | Catherine of Aragon / A crying heart / Jane Seymour / A crying heart / Catherine Howard | 20:35 |
| 3.  | The realisation / The Prisoner                                                          | 9:42  |
| 4.  | King Arthur / Guinevere / Lancelot and the black knight / The last battle               | 20:33 |

## Bron
- Voiceprint uitgave.